# پرواز شماره ۲۰ آئروفلوت
پرواز شماره ۲۰ آئروفلوت (به انگلیسی: Aeroflot Flight 20) یک پرواز از دوموددوفو به مقصد آلماتی که به همراه ۹۵ مسافر و ۸ خدمه بود، در تاریخ ۴ ژانویه ۱۹۶۵ در نزدیکی آلماتی دچار سانحه شد و ۶۴ نفر جان باختند.